# アドリス・ガルシア
ホセ・アドリス・ガルシア・アリエータ（José Adolis García Arrieta, 1993年3月2日 - ）は、キューバのシエゴ・デ・アビラ州出身のプロ野球選手（外野手）。右投右打。MLBのテキサス・レンジャーズ所属。
MiLB、MLBでの登録名はアドリス・ガルシア（Adolis García）。
8歳年上の兄であるアドニス・ガルシアもプロ野球選手。

## 経歴

### キューバ時代
シエゴデアビラのスポーツイニシエーションスクールであるMarina Samuel Noble（陸上競技選手の養成専門学校）を卒業後、2011年-2012年シーズンにティグレス・デ・シエゴ・デ・アビラの選手として、キューバの国内リーグ「セリエ・ナシオナル・デ・ベイスボル」デビュー。2015年まで在籍。
2015年7月にパンアメリカン競技大会の男子野球キューバ代表に選出された。
2016年2月にはシエゴ・デ・アビラの補強選手としてカリビアンシリーズに出場。3月にタンパベイ・レイズとの親善試合のキューバ代表に選出された。

### NPB時代
4月21日にはNPBの読売ジャイアンツへの派遣が発表された。6月に一軍デビューしたが、4試合に出場して7打数無安打という成績で二軍落ちし、8月18日に契約解除となった。その後、8月20日にキューバに到着予定であったが、経由地のフランスで消息を絶ち、亡命のために失踪した可能性が高いと報じられた。12月2日に正式にアメリカ合衆国のFAとして公示された。

### カージナルス時代

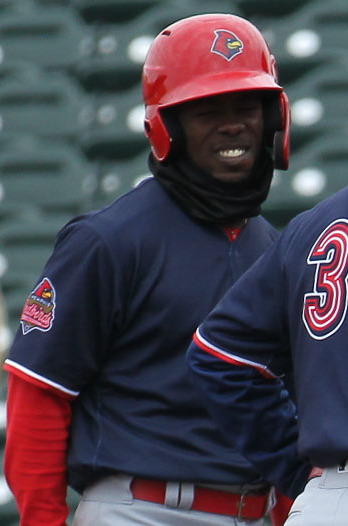
AAA級メンフィス・レッドバーズ時代
（2019年4月28日）

2017年2月24日にセントルイス・カージナルスとマイナー契約を結び、スプリングトレーニングに招待選手として参加したが、開幕は傘下のAA級スプリングフィールド・カージナルスで迎え、AAA級メンフィス・レッドバーズと昇降を繰り返してシーズンを終えた。
2018年2月7日にスプリングトレーニングに招待されたが、開幕はAAA級メンフィスで迎えた。8月6日にメジャー契約を結んでアクティブ・ロースター入りすると、8日のマイアミ・マーリンズ戦にて「8番・中堅手」で先発出場してメジャーデビュー（結果は4打数無安打）。
2019年はMLBでの出場は無かった。オフの12月18日にDFAとなった。

### レンジャーズ時代
2019年12月21日に金銭トレードでテキサス・レンジャーズへ移籍した。
2020年は2年ぶりにMLBでプレーした。
2021年2月10日にDFAとなり、12日にマイナー契約となった。4月13日にメジャー昇格。翌14日の対タンパベイ・レイズ戦の7回表、クリス・マッツァから中堅方向へ大飛球を打ち上げる。打球はフェンスギリギリでスタンドインしたかに見えたがフェンス手前と判定され、打球が跳ね返っている間に本塁を突き、クロスプレイとなるも生還し、ランニング本塁打によるMLB初本塁打と思われた矢先、リプレイ検証でアウトになり、二重の形でMLB初本塁打が取り消された。しかし翌15日の対レイズ戦10回表にコディ・リードから右翼スタンドへ正真正銘のMLB初本塁打を放った。4月26日にア・リーグプレイヤー・オブ・ザ・ウィークに選出された。7月4日に控え野手として自身初となるオールスターゲームに選出された。7月13日に開催されたオールスターゲームでは6回裏に中堅手で先発出場していたオリオールズのセドリック・マリンズに変わって守備についてオールスターゲーム初出場を果たした。9回表にカブスのクレイグ・キンブレルからオールスターゲーム初安打を記録した。最終的に149試合に出場し、31本塁打、90打点を記録し、本塁打と打点でレンジャーズの新人記録を更新した。オフには新人王の最終候補に選出されたが、同じキューバ出身でカージナルス傘下時代の元チームメイトのランディ・アロサレーナが受賞した。
2023年7月2日に選手間投票で通算2度目となるオールスターゲームに選出された。7月5日に本塁打競争への参加を表明した。7月7日にオールスターゲームに先発出場が決定していたアーロン・ジャッジとマイク・トラウトの辞退により、オースティン・ヘイズと共に先発出場することになった。9月6日のアストロズ戦で守備中に負傷交代し故障者リスト入りした。この年はキャリアハイとなる大谷翔平に次ぐリーグ2位の39本塁打、107打点と活躍した。ポストシーズンは15試合に出場し、打率.323、8本塁打、22打点とチームの世界一に貢献した。11月7日には右翼手でゴールドグラブ賞を初受賞した。
2024年2月8日、2年総額1400万ドル、MVP受賞など条件をクリアすれば最大2025万ドルとなる契約を結ぶ。

## 選手としての特徴・人物
走攻守3拍子揃った外野手。打撃は強打者タイプで、守備では強肩が魅力。
巨人時代を振り返り、「一生懸命に練習したが、適応に時間がかかってしまった。ほとんど二軍暮らしだったが、巨人での経験にとても感謝している」と語っている。また、当時同僚であった長野久義について「慣れない日本で辛い思いをしている時に、いつも助けてくれたのは（同じ外野手の）長野さんだった。腕を回して慰めてくれたこともあった。長野さんとの出会いは日本での成功体験だった」と語っている。

## 詳細情報

### 年度別打撃成績
| 年 度     | 球 団    | 試 合 | 打 席 | 打 数 | 得 点 | 安 打 | 二 塁 打 | 三 塁 打 | 本 塁 打 | 塁 打 | 打 点 | 盗 塁 | 盗 塁 死 | 犠 打 | 犠 飛 | 四 球 | 敬 遠 | 死 球 | 三 振 | 併 殺 打 | 打 率 | 出 塁 率 | 長 打 率 | O P S |
| --------- | -------- | ----- | ----- | ----- | ----- | ----- | -------- | -------- | -------- | ----- | ----- | ----- | -------- | ----- | ----- | ----- | ----- | ----- | ----- | -------- | ----- | -------- | -------- | ----- |
| 2011-2012 | CAV      | 27    | 38    | 37    | 3     | 8     | 1        | 0        | 1        | 12    | 3     | 0     | 0        | 1     | 0     | 0     | 0     | 0     | 9     | 1        | .216  | .216     | .324     | .541  |
| 2012-2013 | CAV      | 29    | 14    | 13    | 10    | 3     | 0        | 0        | 0        | 3     | 1     | 0     | 0        | 0     | 0     | 0     | 0     | 1     | 4     | 0        | .231  | .286     | .231     | .516  |
| 2013-2014 | CAV      | 40    | 145   | 128   | 17    | 36    | 5        | 3        | 1        | 50    | 11    | 3     | 2        | 7     | 0     | 8     | 1     | 2     | 28    | 1        | .281  | .333     | .391     | .724  |
| 2014-2015 | CAV      | 85    | 378   | 342   | 62    | 110   | 14       | 3        | 12       | 166   | 53    | 11    | 14       | 6     | 4     | 20    | 1     | 6     | 67    | 5        | .322  | .366     | .485     | .851  |
| 2016      | 巨人     | 4     | 7     | 7     | 0     | 0     | 0        | 0        | 0        | 0     | 0     | 0     | 0        | 0     | 0     | 0     | 0     | 0     | 3     | 0        | .000  | .000     | .000     | .000  |
| 2018      | STL      | 21    | 17    | 17    | 3     | 2     | 1        | 0        | 0        | 3     | 1     | 0     | 0        | 0     | 0     | 0     | 0     | 0     | 7     | 0        | .118  | .118     | .176     | .294  |
| 2020      | TEX      | 3     | 7     | 6     | 0     | 0     | 0        | 0        | 0        | 0     | 0     | 0     | 0        | 0     | 0     | 1     | 0     | 0     | 4     | 0        | .000  | .143     | .000     | .143  |
| 2021      | TEX      | 149   | 622   | 581   | 77    | 141   | 26       | 2        | 31       | 264   | 90    | 16    | 5        | 0     | 4     | 32    | 0     | 5     | 194   | 15       | .243  | .286     | .454     | .741  |
| 2022      | TEX      | 156   | 657   | 605   | 88    | 151   | 34       | 5        | 27       | 276   | 101   | 25    | 6        | 0     | 6     | 40    | 2     | 6     | 183   | 9        | .250  | .300     | .456     | .756  |
| 2023      | TEX      | 148   | 632   | 555   | 108   | 136   | 29       | 0        | 39       | 282   | 107   | 9     | 1        | 0     | 6     | 65    | 2     | 6     | 175   | 12       | .245  | .328     | .508     | .836  |
| 2024      | TEX      | 154   | 637   | 580   | 68    | 130   | 27       | 0        | 25       | 232   | 85    | 11    | 5        | 0     | 6     | 45    | 2     | 6     | 177   | 12       | .224  | .284     | .400     | .684  |
| CNS：4年  | CNS：4年 | 181   | 575   | 520   | 92    | 157   | 20       | 6        | 14       | 231   | 68    | 14    | 16       | 14    | 4     | 28    | 2     | 9     | 108   | 7        | .302  | .346     | .444     | .790  |
| NPB：1年  | NPB：1年 | 4     | 7     | 7     | 0     | 0     | 0        | 0        | 0        | 0     | 0     | 0     | 0        | 0     | 0     | 0     | 0     | 0     | 3     | 0        | .000  | .000     | .000     | .000  |
| MLB：6年  | MLB：6年 | 631   | 2572  | 2344  | 344   | 560   | 117      | 7        | 122      | 1057  | 384   | 61    | 17       | 0     | 22    | 183   | 4     | 23    | 740   | 48       | .239  | .298     | .451     | .749  |

- 2024年度シーズン終了時
- 各年度の太字はリーグ最高

### 年度別守備成績
| 年 度 | 球 団 | 左翼（LF） | 左翼（LF） | 左翼（LF） | 左翼（LF） | 左翼（LF） | 左翼（LF） | 中堅（CF） | 中堅（CF） | 中堅（CF） | 中堅（CF） | 中堅（CF） | 中堅（CF） | 右翼（RF） | 右翼（RF） | 右翼（RF） | 右翼（RF） | 右翼（RF） | 右翼（RF） |
| 年 度 | 球 団 | 試 合      | 刺 殺      | 補 殺      | 失 策      | 併 殺      | 守 備 率   | 試 合      | 刺 殺      | 補 殺      | 失 策      | 併 殺      | 守 備 率   | 試 合      | 刺 殺      | 補 殺      | 失 策      | 併 殺      | 守 備 率   |
| ----- | ----- | ---------- | ---------- | ---------- | ---------- | ---------- | ---------- | ---------- | ---------- | ---------- | ---------- | ---------- | ---------- | ---------- | ---------- | ---------- | ---------- | ---------- | ---------- |
| 2018  | STL   | 4          | 1          | 0          | 0          | 0          | 1.000      | 1          | 2          | 0          | 0          | 0          | 1.000      | 7          | 1          | 0          | 1          | 0          | .500       |
| 2020  | TEX   | 3          | 8          | 0          | 0          | 0          | 1.000      | -          | -          | -          | -          | -          | -          | -          | -          | -          | -          | -          | -          |
| 2021  | TEX   | 9          | 7          | 0          | 0          | 0          | 1.000      | 79         | 206        | 7          | 3          | 1          | .986       | 51         | 112        | 9          | 1          | 2          | .992       |
| 2022  | TEX   | -          | -          | -          | -          | -          | -          | 57         | 105        | 2          | 1          | 0          | .991       | 93         | 164        | 8          | 4          | 1          | .977       |
| 2023  | TEX   | -          | -          | -          | -          | -          | -          | 8          | 15         | 0          | 1          | 0          | .938       | 135        | 283        | 11         | 5          | 1          | .983       |
| 2024  | TEX   | -          | -          | -          | -          | -          | -          | -          | -          | -          | -          | -          | -          | 131        | 253        | 5          | 4          | 3          | .985       |
| MLB   | MLB   | 16         | 16         | 0          | 0          | 0          | 1.000      | 145        | 328        | 9          | 5          | 1          | .985       | 417        | 813        | 33         | 15         | 7          | .983       |

- 2024年度シーズン終了時
- 各年度の太字年はゴールドグラブ賞受賞

### タイトル
キューバ
- 打点王：1回（2015 - 2016年）
- 最多安打：1回（2014 - 2015年）

### 表彰
MLB
- ゴールドグラブ賞（外野手部門）：1回（2023年）
- リーグチャンピオンシップシリーズMVP：1回（2023年）
- ベーブ・ルース賞：1回（2023年）
- プレイヤー・オブ・ザ・ウィーク：1回（2021年）
- オールMLBチーム
  - セカンドチーム（外野手）：1回（2023年）

### 記録
NPB
- 初出場：2016年6月16日、対東北楽天ゴールデンイーグルス3回戦（東京ドーム）、5回裏に田原誠次の代打で出場
- 初打席：同上、福山博之から空振り三振
- 初先発出場：2016年6月18日、対千葉ロッテマリーンズ1回戦（東京ドーム）、1番・左翼手で出場

MLB
- MLBオールスターゲーム選出：2回（2021年、2023年）

### 背番号
- 79（2016年）
- 28（2018年）
- 53（2020年 - ）

### 登場曲
- 「Lo Que Tengo Yo!」（2016年）

### 代表歴
- 2015年パンアメリカン競技大会男子野球キューバ代表